# وائل جلوز
وائل جلوز (انگلیسی: Wael Jallouz؛ زادهٔ ۳ مهٔ ۱۹۹۱) بازیکن هندبال اهل تونس است.